# Bodfish
Bodfish é uma Região censo-designada localizada no estado americano da Califórnia, no Condado de Kern.

## Demografia
Segundo o censo americano de 2000, a sua população era de 1823 habitantes.

## Geografia
De acordo com o United States Census Bureau tem uma área de 20,6 km², dos quais 20,6 km² cobertos por terra e 0,0 km² cobertos por água.

## Localidades na vizinhança
O diagrama seguinte representa as localidades num raio de 24 km ao redor de Bodfish. 